# Javier Salto Martínez-Avial
Javier Salto Martinez-Avial (Madrid, 10 dicembre 1955) è un generale spagnolo, Capo di Stato Maggiore dell'Ejército del Aire dal 1º aprile 2017.

## Biografia
Nato nel 1955 a Madrid, entrò in aeronautica a 19 anni, nel 1974; dopo aver frequentato l'Academia General del Aire venne promosso al grado di tenente. L'anno successivo venne assegnato al 464° Escuadrón presso la base aerea di Gando (situata sull'isola di Gran Canaria, dove iniziò le prime esperienze di volo, inizialmente sui Northrop F-5, e successivamente, dal 1981 al 1993 sui Dassault Mirage F1. 
Nel giugno del 2003 venne promosso al grado di colonnello,e in quell'anno fu nominato comandante dell'Ala 11, con sede a Morón de la Frontera, incarico che mantenne per 3 anni. In questo periodo divenne pilota di Eurofighter Typhoon. Dopo essere stato promosso a generale di brigata nel novembre 2008, a dicembre dell'anno seguente venne nominato capo del programma EF2000.
Durante la sua carriera ha accumulato più di 3000 ore di volo, principalmente sui caccia F1, ma anche sui Typhoon.
Il 31 marzo 2017, per decreto del re Filippo VI viene nominato Capo di Stato Maggiore dell'aeronautica militare, venendo dunque promosso al grado di General del Aire.

### Vita privata
Avial è appassionato di sport, ma in particolare di golf. 
È sposato e ha tre figli.